# ハンフリー・ド・ブーン (第6代ヘレフォード伯)
第6代ヘレフォード伯および第5代エセックス伯ハンフリー（8世）・ド・ブーン（Humphrey (VIII) de Bohun, 6th Earl of Hereford, 5th Earl of Essex, 1309年12月6日 - 1361年10月15日）は、エセックスのプルシー城に居を構えたイングランド貴族。大司馬（在任：1335年 - 1361年）の地位を継承した。百年戦争のブルターニュ遠征において隊を率いて活躍し、モルレーの戦い（1342年）とラ・ロッシュ＝デリアンの戦い（1347年）の勝利に貢献した。

## 生涯
ハンフリーはアングロ・ノルマン貴族のブーン家の出身である。ハンフリーは第4代ヘレフォード伯ハンフリー・ド・ブーンと、エドワード1世とエリナー・オブ・カスティルの末娘エリザベス・オブ・リズランの三男であった。父ハンフリーは1322年、デスペンサー戦争のバラブリッジの戦いでエドワード2世に対する反逆者として殺害され、死後に財産を没収された。ハンフリーの長兄ジョンは、おそらくハンフリーを含む2人の弟とともにウィンザー城に拘留された。エドワード2世の打倒後のことであった。1326年末、ハンフリーらは解放され、兄ジョンは父の称号と財産を取り戻した。
1330年10月、エドワード3世が母イザベラとその愛人ロジャー・モーティマーによる政権をクーデターで打倒したとき、ハンフリーは兄弟とともにエドワード3世の支持者の一人であった。モーティマーの処刑後、ハンフリーは兄弟とともにイザベラをウィンザーからバーカムステッドまで護衛し、そこでイザベラはエドワード3世に謁見した。1336年、兄のジョンが子を残さずに亡くなった後、ハンフリーは家督を相続し、ヘレフォード伯位、エセックス伯位および大司馬の地位を受け継いだ。しかし、その地位にもかかわらず、百年戦争中は政治的にも軍事的にも目立った活躍はなかった。イングランドでアウグスティノ会を推進し、ロンドンに同修道会の修道院を設立した。死後、ハンフリーは自身の希望により簡素な形でその修道院の教会に埋葬された。ハンフリーは未婚のまま亡くなったため、甥にあたる弟の初代ノーザンプトン伯ウィリアム・ド・ブーンの長男ハンフリーが地位を継承した。